# Campeonato Italiano de Futebol - Série A (2017–18)
O Campeonato Italiano de Futebol de 2017–18 (ou Serie A TIM) foi a 86ª edição da competição máxima do futebol italiano.

## Regulamento
A Serie A é disputada por 20 clubes em dois turnos. Em cada turno, todos os times jogaram entre si uma única vez. Os jogos do segundo turno serão realizados na mesma ordem do primeiro, apenas com o mando de campo invertido. Não há campeões por turnos, sendo declarado campeão da Itália o time que obtiver o maior número de pontos após as 38 rodadas.

### Critérios de desempate
Caso haja empate de pontos entre dois clubes, os critérios de desempates serão aplicados na seguinte ordem:
1. Número de Pontos no Confronto Direto
2. Saldo de Gols no Confronto Direto
3. Saldo de Gols
4. Gols Feitos
5. Sorteio

## Promovidos e Rebaixados
| Pos. | Rebaixados da Serie A |
| ---- | --------------------- |
| 18º  | Empoli                |
| 19º  | Palermo               |
| 20º  | Pescara               |

| Pos. | Promovidos da Serie B |
| ---- | --------------------- |
| 1º   | SPAL                  |
| 2º   | Hellas Verona         |
| 5º   | Benevento (Play-offs) |

## Participantes

### Número de equipes por região
| Posição | Região             | Nº de equipes | Equipes                          |
| ------- | ------------------ | ------------- | -------------------------------- |
| 1       | Emília-Romanha     | 3             | Bologna, Sassuolo e SPAL         |
| 1       | Lombardia          | 3             | Atalanta, Internazionale e Milan |
| 3       | Campânia           | 2             | Benevento e Napoli               |
| 3       | Lácio              | 2             | Lazio e Roma                     |
| 3       | Ligúria            | 2             | Genoa e Sampdoria                |
| 3       | Piemonte           | 2             | Juventus e Torino                |
| 3       | Vêneto             | 2             | Chievo e Hellas Verona           |
| 8       | Calábria           | 1             | Crotone                          |
| 8       | Friul-Veneza Júlia | 1             | Udinese                          |
| 8       | Sardenha           | 1             | Cagliari                         |
| 8       | Toscana            | 1             | Fiorentina                       |

### Informação dos clubes
| Equipe         | Cidade        | Estádio (mando)         | Capacidade | Material Esportivo |
| -------------- | ------------- | ----------------------- | ---------- | ------------------ |
| Atalanta       | Bérgamo       | Atleti Azzurri d'Italia | 24.726     | Joma               |
| Benevento      | Benevento     | Ciro Vigorito           | 20.000     | FG Sport           |
| Bologna        | Bolonha       | Renato Dall'Ara         | 36.532     | Macron             |
| Cagliari       | Cagliari      | Sant'Elia               | 16.500     | Macron             |
| Chievo         | Verona        | Marcantonio Bentegodi   | 38.402     | Givova             |
| Crotone        | Crotone       | Ezio Scida              | 9.631      | Zeus Sport         |
| Fiorentina     | Florença      | Artemio Franchi         | 47.282     | Le Coq Sportif     |
| Genoa          | Génova        | Luigi Ferraris          | 36.685     | Lotto              |
| Hellas Verona  | Verona        | Marcantonio Bentegodi   | 31.045     | Nike               |
| Internazionale | Milão         | Giuseppe Meazza         | 80.074     | Nike               |
| Juventus       | Turim         | Allianz Stadium         | 41.254     | Adidas             |
| Lazio          | Roma          | Olímpico de Roma        | 72.698     | Macron             |
| Milan          | Milão         | San Siro                | 80.074     | Adidas             |
| Napoli         | Nápoles       | San Paolo               | 60.240     | Kappa              |
| Roma           | Roma          | Olímpico de Roma        | 72.698     | Nike               |
| Sampdoria      | Génova        | Luigi Ferraris          | 36.685     | Joma               |
| Sassuolo       | Reggio Emilia | Mapei Stadium           | 20.084     | Kappa              |
| SPAL           | Ferrara       | Paolo Mazza             | 8.500      | Macron             |
| Torino         | Turim         | Olímpico de Turim       | 27.994     | Kappa              |
| Udinese        | Udine         | Friuli                  | 30.642     | HS Football        |

### Mudança de técnicos
| Clube          | Antecessor           | Motivo             | Data da saída          | Última partida             | Rod | Pos | Sucessor             | Data da chegada        |
| -------------- | -------------------- | ------------------ | ---------------------- | -------------------------- | --- | --- | -------------------- | ---------------------- |
| Internazionale | Stefano Vecchi       | Fim do período     | 28 de maio de 2017     | Internazionale 5-2 Udinese | Pré |     | Luciano Spalletti    | 09 de junho de 2017    |
| Roma           | Luciano Spalletti    | Consenso mútuo     | 30 de maio de 2017     | Roma 3-2 Genoa             | Pré |     | Eusebio Di Francesco | 13 de junho de 2017    |
| Fiorentina     | Paulo Sousa          | Fim do contrato    | 06 de junho de 2017    | Fiorentina 2-2 Pescara     | Pré |     | Stefano Pioli        | 6 de junho de 2017     |
| Sassuolo       | Eusebio Di Francesco | Assinou com a Roma | 13 de junho de 2017    | Torino 5-3 Sassuolo        | Pré |     | Cristian Bucchi      | 20 de junho de 2017    |
| Cagliari       | Massimo Rastelli     | Demitido           | 17 de outubro de 2017  | Cagliari 2-3 Genoa         | 8ª  | 14ª | Diego López          | 18 de outubro de 2017  |
| Benevento      | Marco Baroni         | Demitido           | 23 de outubro de 2017  | Benevento 0-3 Fiorentina   | 9ª  | 20ª | Roberto De Zerbi     | 23 de outubro de 2017  |
| Genoa          | Ivan Jurić           | Demitido           | 5 de novembro de 2017  | Genoa 0-2 Sampdoria        | 12ª | 18ª | Davide Ballardini    | 6 de novembro de 2017  |
| Udinese        | Luigi Delneri        | Demitido           | 21 de novembro de 2017 | Udinese 0-1 Cagliari       | 13ª | 14ª | Massimo Oddo         | 21 de novembro de 2017 |
| Sassuolo       | Cristian Bucchi      | Demitido           | 27 de novembro de 2017 | Sassuolo 0-2 Hellas Verona | 14ª | 16ª | Giuseppe Iachini     | 27 de novembro de 2017 |
| Milan          | Vincenzo Montella    | Demitido           | 27 de novembro de 2017 | Milan 0-0 Torino           | 14ª | 7ª  | Gennaro Gattuso      | 27 de novembro de 2017 |
| Crotone        | Davide Nicola        | Pediu demissão     | 6 de dezembro de 2017  | Crotone 0-3 Udinese        | 15ª | 16ª | Walter Zenga         | 8 de dezembro de 2017  |
| Torino         | Siniša Mihajlović    | Demitido           | 4 de janeiro de 2018   | Torino 0-0 Genoa           | 19ª | 10ª | Walter Mazzarri      | 4 de janeiro de 2018   |
| Udinese        | Massimo Oddo         | Demitido           | 24 de abril de 2018    | Udinese 1-2 Crotone        | 34ª | 15ª | Igor Tudor           | 24 de abril de 2018    |
| Chievo         | Rolando Maran        | Demitido           | 29 de abril de 2018    | Roma 4-1 Chievo            | 35ª | 17ª | Lorenzo D'Anna       | 29 de abril de 2018    |

## Classificação
| Pos | Equipe            | Pts | J  | V  | E  | D  | GP | GC | SG  | Classificação ou descenso                              |
| --- | ----------------- | --- | -- | -- | -- | -- | -- | -- | --- | ------------------------------------------------------ |
| 1   | Juventus (C)      | 95  | 38 | 30 | 5  | 3  | 86 | 24 | +62 | Fase de Grupos da Liga dos Campeões da UEFA de 2018–19 |
| 2   | Napoli            | 91  | 38 | 28 | 7  | 3  | 77 | 29 | +48 | Fase de Grupos da Liga dos Campeões da UEFA de 2018–19 |
| 3   | Roma              | 77  | 38 | 23 | 8  | 7  | 61 | 28 | +33 | Fase de Grupos da Liga dos Campeões da UEFA de 2018–19 |
| 4   | Internazionale    | 72  | 38 | 20 | 12 | 6  | 66 | 30 | +36 | Fase de Grupos da Liga dos Campeões da UEFA de 2018–19 |
| 5   | Lazio             | 72  | 38 | 21 | 9  | 8  | 89 | 49 | +40 | Fase de Grupos da Liga Europa da UEFA de 2018–19       |
| 6   | Milan             | 64  | 38 | 18 | 10 | 10 | 56 | 42 | +14 | Fase de Grupos da Liga Europa da UEFA de 2018–19       |
| 7   | Atalanta          | 60  | 38 | 16 | 12 | 10 | 57 | 39 | +18 | 2ª Pré-Eliminatória da Liga Europa da UEFA de 2018–19  |
| 8   | Fiorentina        | 57  | 38 | 16 | 9  | 13 | 54 | 46 | +8  |                                                        |
| 9   | Torino            | 54  | 38 | 13 | 15 | 10 | 54 | 46 | +8  |                                                        |
| 10  | Sampdoria         | 54  | 38 | 16 | 6  | 16 | 56 | 60 | −4  |                                                        |
| 11  | Sassuolo          | 43  | 38 | 11 | 10 | 17 | 29 | 59 | −30 |                                                        |
| 12  | Genoa             | 41  | 38 | 11 | 8  | 19 | 33 | 43 | −10 |                                                        |
| 13  | Chievo            | 40  | 38 | 10 | 10 | 18 | 36 | 59 | −23 |                                                        |
| 14  | Udinese           | 40  | 38 | 12 | 4  | 22 | 48 | 63 | −15 |                                                        |
| 15  | Bologna           | 39  | 38 | 11 | 6  | 21 | 40 | 52 | −12 |                                                        |
| 16  | Cagliari          | 39  | 38 | 11 | 6  | 21 | 33 | 61 | −28 |                                                        |
| 17  | SPAL              | 38  | 38 | 8  | 14 | 16 | 39 | 59 | −20 |                                                        |
| 18  | Crotone (R)       | 35  | 38 | 9  | 8  | 21 | 40 | 66 | −26 | Zona de rebaixamento à Serie B de 2018–19              |
| 19  | Hellas Verona (R) | 25  | 38 | 7  | 4  | 27 | 30 | 78 | −48 | Zona de rebaixamento à Serie B de 2018–19              |
| 20  | Benevento (R)     | 21  | 38 | 6  | 3  | 29 | 33 | 84 | −51 | Zona de rebaixamento à Serie B de 2018–19              |

1. 1 2  A Internazionale terminou à frente da Lazio pelo primeiro item do critério de desempate: Internazionale 0–0 Lazio, Lazio 2–3 Internazionale.
2. 1 2  Como a campeã da Coppa Italia de 2017–18 (Juventus) está classificada para a Liga dos Campeões da UEFA de 2018–19, o lugar que dá esse torneio para a fase de grupos da Liga Europa da UEFA de 2018–19 vai para o 6º lugar. Consequentemente, o 7º lugar vai para a 2ª Pré-Eliminatória da Liga Europa da UEFA de 2018–19.
3. ↑  O Milan havia sido suspenso de competições europeias por duas temporadas por violação das regras do fair-play financeiro[23]. Mas o clube entrou com um recurso no Tribunal Arbitral du Sport (TAS), e em 20 de julho de 2018, a suspensão foi anulada[24].
4. 1 2  O Chievo terminou à frente da Udinese pelo primeiro item do critério de desempate: Chievo 1–1 Udinese, Udinese 1–2 Chievo.

## Desempenho
Clubes que lideraram o campeonato ao final de cada rodada:
| Rodadas | Rodadas | Rodadas | Rodadas | Rodadas | Rodadas | Rodadas | Rodadas | Rodadas | Rodadas | Rodadas | Rodadas | Rodadas | Rodadas | Rodadas | Rodadas | Rodadas | Rodadas | Rodadas | Rodadas | Rodadas | Rodadas | Rodadas | Rodadas | Rodadas | Rodadas | Rodadas | Rodadas | Rodadas | Rodadas | Rodadas | Rodadas | Rodadas | Rodadas | Rodadas | Rodadas | Rodadas | Rodadas |
| ------- | ------- | ------- | ------- | ------- | ------- | ------- | ------- | ------- | ------- | ------- | ------- | ------- | ------- | ------- | ------- | ------- | ------- | ------- | ------- | ------- | ------- | ------- | ------- | ------- | ------- | ------- | ------- | ------- | ------- | ------- | ------- | ------- | ------- | ------- | ------- | ------- | ------- |
| 1       | 2       | 3       | 4       | 5       | 6       | 7       | 8       | 9       | 10      | 11      | 12      | 13      | 14      | 15      | 16      | 17      | 18      | 19      | 20      | 21      | 22      | 23      | 24      | 25      | 26      | 27      | 28      | 29      | 30      | 31      | 32      | 33      | 34      | 35      | 36      | 37      | 38      |
| INT     | JUV     | JUV     | NAP     | NAP     | NAP     | NAP     | NAP     | NAP     | NAP     | NAP     | NAP     | NAP     | NAP     | INT     | INT     | NAP     | NAP     | NAP     | NAP     | NAP     | NAP     | NAP     | NAP     | NAP     | NAP     | JUV     | JUV     | JUV     | JUV     | JUV     | JUV     | JUV     | JUV     | JUV     | JUV     | JUV     | JUV     |

Clubes que ficaram na última posição do campeonato ao final de cada rodada:
| Rodadas | Rodadas | Rodadas | Rodadas | Rodadas | Rodadas | Rodadas | Rodadas | Rodadas | Rodadas | Rodadas | Rodadas | Rodadas | Rodadas | Rodadas | Rodadas | Rodadas | Rodadas | Rodadas | Rodadas | Rodadas | Rodadas | Rodadas | Rodadas | Rodadas | Rodadas | Rodadas | Rodadas | Rodadas | Rodadas | Rodadas | Rodadas | Rodadas | Rodadas | Rodadas | Rodadas | Rodadas | Rodadas |
| ------- | ------- | ------- | ------- | ------- | ------- | ------- | ------- | ------- | ------- | ------- | ------- | ------- | ------- | ------- | ------- | ------- | ------- | ------- | ------- | ------- | ------- | ------- | ------- | ------- | ------- | ------- | ------- | ------- | ------- | ------- | ------- | ------- | ------- | ------- | ------- | ------- | ------- |
| 1       | 2       | 3       | 4       | 5       | 6       | 7       | 8       | 9       | 10      | 11      | 12      | 13      | 14      | 15      | 16      | 17      | 18      | 19      | 20      | 21      | 22      | 23      | 24      | 25      | 26      | 27      | 28      | 29      | 30      | 31      | 32      | 33      | 34      | 35      | 36      | 37      | 38      |
| FIO     | FIO     | BEN     | BEN     | BEN     | BEN     | BEN     | BEN     | BEN     | BEN     | BEN     | BEN     | BEN     | BEN     | BEN     | BEN     | BEN     | BEN     | BEN     | BEN     | BEN     | BEN     | BEN     | BEN     | BEN     | BEN     | BEN     | BEN     | BEN     | BEN     | BEN     | BEN     | BEN     | BEN     | BEN     | BEN     | BEN     | BEN     |

## Confrontos
Atualizado em 02 de junho de 2018
| Mandante \ Visitante | ATA | BEN | BOL | CAG | CHV | CRO | FIO | GEN | HEL | INT | JUV | LAZ | MIL | NAP | ROM | SAM | SPA | SAS | TOR | UDI |
| -------------------- | --- | --- | --- | --- | --- | --- | --- | --- | --- | --- | --- | --- | --- | --- | --- | --- | --- | --- | --- | --- |
| Atalanta             | —   | 1–0 | 1–0 | 1–2 | 1–0 | 5–1 | 1–1 | 3–1 | 3–0 | 0–0 | 2–2 | 3–3 | 1–1 | 0–1 | 0–1 | 1–2 | 1–1 | 2–1 | 2–1 | 2–0 |
| Benevento            | 0–3 | —   | 0–1 | 1–2 | 1–0 | 3–2 | 0–3 | 1–0 | 3–0 | 1–2 | 2–4 | 1–5 | 2–2 | 0–2 | 0–4 | 3–2 | 1–2 | 1–2 | 0–1 | 3–3 |
| Bologna              | 0–1 | 3–0 | —   | 1–1 | 1–2 | 2–3 | 1–2 | 2–0 | 2–0 | 1–1 | 0–3 | 1–2 | 1–2 | 0–3 | 1–1 | 3–0 | 2–1 | 2–1 | 1–1 | 1–2 |
| Cagliari             | 1–0 | 2–1 | 0–0 | —   | 0–2 | 1–0 | 0–1 | 2–3 | 2–1 | 1–3 | 0–1 | 2–2 | 1–2 | 0–5 | 0–1 | 2–2 | 2–0 | 0–1 | 0–4 | 2–1 |
| Chievo               | 1–1 | 1–0 | 2–3 | 2–1 | —   | 2–1 | 2–1 | 0–1 | 3–2 | 1–2 | 0–2 | 1–2 | 1–4 | 0–0 | 0–0 | 2–1 | 2–1 | 1–1 | 0–0 | 1–1 |
| Crotone              | 1–1 | 2–0 | 1–0 | 1–1 | 1–0 | —   | 2–1 | 0–1 | 0–0 | 0–2 | 1–1 | 2–2 | 0–3 | 0–1 | 0–2 | 4–1 | 2–3 | 4–1 | 2–2 | 0–3 |
| Fiorentina           | 1–1 | 1–0 | 2–1 | 0–1 | 1–0 | 2–0 | —   | 0–0 | 1–4 | 1–1 | 0–2 | 3–4 | 1–1 | 3–0 | 2–4 | 1–2 | 0–0 | 3–0 | 3–0 | 2–1 |
| Genoa                | 1–2 | 1–0 | 0–1 | 2–1 | 1–1 | 1–0 | 2–3 | —   | 3–1 | 2–0 | 2–4 | 2–3 | 0–1 | 2–3 | 1–1 | 0–2 | 1–1 | 1–0 | 1–2 | 0–1 |
| Hellas Verona        | 0–5 | 1–0 | 2–3 | 1–0 | 1–0 | 0–3 | 0–5 | 0–1 | —   | 1–2 | 1–3 | 0–3 | 3–0 | 1–3 | 0–1 | 0–0 | 1–3 | 0–1 | 2–1 | 0–1 |
| Internazionale       | 2–0 | 2–0 | 2–1 | 4–0 | 5–0 | 1–1 | 3–0 | 1–0 | 3–0 | —   | 2–3 | 0–0 | 3–2 | 0–0 | 1–1 | 3–2 | 2–0 | 1–2 | 1–1 | 1–3 |
| Juventus             | 2–0 | 2–1 | 3–1 | 3–0 | 3–0 | 3–0 | 1–0 | 1–0 | 2–1 | 0–0 | —   | 1–2 | 3–1 | 0–1 | 1–0 | 3–0 | 4–1 | 7–0 | 4–0 | 2–0 |
| Lazio                | 1–1 | 6–2 | 1–1 | 3–0 | 5–1 | 4–0 | 1–1 | 1–2 | 2–0 | 2–3 | 0–1 | —   | 4–1 | 1–4 | 0–0 | 4–0 | 0–0 | 6–1 | 1–3 | 3–0 |
| Milan                | 0–2 | 0–1 | 2–1 | 2–1 | 3–2 | 1–0 | 5–1 | 0–0 | 4–1 | 0–0 | 0–2 | 2–1 | —   | 0–0 | 0–2 | 1–0 | 2–0 | 1–1 | 0–0 | 2–1 |
| Napoli               | 3–1 | 6–0 | 3–1 | 3–0 | 2–1 | 2–1 | 0–0 | 1–0 | 2–0 | 0–0 | 0–1 | 4–1 | 2–1 | —   | 2–4 | 3–2 | 1–0 | 3–1 | 2–2 | 4–2 |
| Roma                 | 1–2 | 5–2 | 1–0 | 1–0 | 4–1 | 1–0 | 0–2 | 2–1 | 3–0 | 1–3 | 0–0 | 2–1 | 0–2 | 0–1 | —   | 0–1 | 3–1 | 1–1 | 3–0 | 3–1 |
| Sampdoria            | 3–1 | 2–1 | 1–0 | 4–1 | 4–1 | 5–0 | 3–1 | 0–0 | 2–0 | 0–5 | 3–2 | 1–2 | 2–0 | 0–2 | 1–1 | —   | 2–0 | 0–1 | 1–1 | 2–1 |
| SPAL                 | 1–1 | 2–0 | 1–0 | 0–2 | 0–0 | 1–1 | 1–1 | 1–0 | 2–2 | 1–1 | 0–0 | 2–5 | 0–4 | 2–3 | 0–3 | 3–1 | —   | 0–1 | 2–2 | 3–2 |
| Sassuolo             | 0–3 | 2–2 | 0–1 | 0–0 | 0–0 | 2–1 | 1–0 | 0–0 | 0–2 | 1–0 | 1–3 | 0–3 | 0–2 | 1–1 | 0–1 | 1–0 | 1–1 | —   | 1–1 | 0–1 |
| Torino               | 1–1 | 3–0 | 3–0 | 2–1 | 1–1 | 4–1 | 1–2 | 0–0 | 2–2 | 1–0 | 0–1 | 0–1 | 1–1 | 1–3 | 0–1 | 2–2 | 2–1 | 3–0 | —   | 2–0 |
| Udinese              | 2–1 | 2–0 | 1–0 | 0–1 | 1–2 | 1–2 | 0–2 | 1–0 | 4–0 | 0–4 | 2–6 | 1–2 | 1–1 | 0–1 | 0–2 | 4–0 | 1–1 | 1–2 | 2–3 | —   |

## Estatísticas
| Pos. | Jogador                 | Equipe         | Gols |
| ---- | ----------------------- | -------------- | ---- |
| 1    | Mauro Icardi            | Internazionale | 29   |
| 1    | Ciro Immobile           | Lazio          | 29   |
| 3    | Paulo Dybala            | Juventus       | 22   |
| 4    | Fabio Quagliarella      | Sampdoria      | 19   |
| 5    | Dries Mertens           | Napoli         | 18   |
| 6    | Edin Dzeko              | Roma           | 16   |
| 6    | Gonzalo Higuaín         | Juventus       | 16   |
| 8    | Giovanni Simeone        | Fiorentina     | 14   |
| 9    | Iago Falqué             | Torino         | 12   |
| 9    | Roberto Inglese         | Chievo         | 12   |
| 9    | Kevin Lasagna           | Udinese        | 12   |
| 9    | Sergej Milinković-Savić | Lazio          | 12   |
| 13   | Mirko Antenucci         | SPAL           | 11   |
| 13   | Josip Iličić            | Atalanta       | 11   |
| 13   | Leonardo Pavoletti      | Cagliari       | 11   |
| 13   | Ivan Perišić            | Internazionale | 11   |
| 13   | Luis Alberto            | Lazio          | 11   |
| 13   | Duván Zapata            | Sampdoria      | 11   |

| Pos. | Jogador          | Equipe         | Assis. |
| ---- | ---------------- | -------------- | ------ |
| 1    | Luis Alberto     | Lazio          | 14     |
| 2    | Douglas Costa    | Juventus       | 12     |
| 3    | Lorenzo Insigne  | Napoli         | 11     |
| 4    | José Callejón    | Napoli         | 10     |
| 4    | Alejandro Gómez  | Atalanta       | 10     |
| 4    | Adem Ljajić      | Torino         | 10     |
| 4    | Simone Verdi     | Bologna        | 10     |
| 8    | Marcelo Brozović | Internazionale | 9      |
| 8    | Ciro Immobile    | Lazio          | 9      |
| 8    | Radja Nainggolan | Roma           | 9      |
| 8    | Ivan Perišić     | Internazionale | 9      |

### Clean sheets
| Pos. | Jogador              | Equipe         | Clean sheets |
| ---- | -------------------- | -------------- | ------------ |
| 1    | Pepe Reina           | Napoli         | 18           |
| 2    | Samir Handanovič     | Internazionale | 17           |
| 2    | Alisson Becker       | Roma           | 17           |
| 4    | Marco Sportiello     | Fiorentina     | 14           |
| 5    | Gianluigi Donnarumma | Milan          | 12           |
| 5    | Mattia Perin         | Genoa          | 12           |
| 7    | Thomas Strakosha     | Lazio          | 11           |
| 7    | Wojciech Szczęsny    | Juventus       | 11           |
| 7    | Gianluigi Buffon     | Juventus       | 11           |
| 10   | Salvatore Sirigu     | Torino         | 10           |
| 10   | Andrea Consigli      | Sassuolo       | 10           |

### Hat-tricks
| Jogador            | Para           | Contra        | Resultado | Data                    | Ref.   |
| ------------------ | -------------- | ------------- | --------- | ----------------------- | ------ |
| Paulo Dybala       | Juventus       | Genoa         | 4–2       | 26 de agosto de 2017    | [ 28 ] |
| Ciro Immobile      | Lazio          | Milan         | 4–1       | 10 de setembro de 2017  | [ 29 ] |
| Paulo Dybala       | Juventus       | Sassuolo      | 3–1       | 17 de setembro de 2017  | [ 30 ] |
| Dries Mertens      | Napoli         | Benevento     | 6–0       | 17 de setembro de 2017  | [ 31 ] |
| Mauro Icardi       | Internazionale | Milan         | 3–2       | 15 de outubro de 2017   | [ 32 ] |
| Sami Khedira       | Juventus       | Udinese       | 6–2       | 22 de outubro de 2017   | [ 33 ] |
| Ivan Perišić       | Internazionale | Chievo        | 5–0       | 03 de dezembro de 2017  | [ 34 ] |
| Ciro Immobile4     | Lazio          | SPAL          | 5–2       | 06 de janeiro de 2018   | [ 35 ] |
| Fabio Quagliarella | Sampdoria      | Fiorentina    | 3–1       | 21 de janeiro de 2018   | [ 36 ] |
| Gonzalo Higuaín    | Juventus       | Sassuolo      | 7–0       | 04 de fevereiro de 2018 | [ 37 ] |
| Mauro Icardi4      | Internazionale | Sampdoria     | 5–0       | 18 de março de 2018     | [ 38 ] |
| Josip Iličić       | Atalanta       | Hellas Verona | 5–0       | 18 de março de 2018     | [ 39 ] |
| Andrea Belotti     | Torino         | Crotone       | 4–1       | 04 de abril de 2018     | [ 40 ] |
| Paulo Dybala       | Juventus       | Benevento     | 4–2       | 07 de abril de 2018     | [ 41 ] |
| Jordan Veretout    | Fiorentina     | Lazio         | 3–4       | 18 de abril de 2018     | [ 42 ] |
| Giovanni Simeone   | Fiorentina     | Napoli        | 3–0       | 29 de abril de 2018     | [ 43 ] |

4 Jogador marcou quatro gols

## Maiores públicos
Estes são os dez maiores públicos do Campeonato:
| Nº | Público | Mandante       | Placar | Visitante      | Estádio          | Data                   | Rodada | Ref.                |
| -- | ------- | -------------- | ------ | -------------- | ---------------- | ---------------------- | ------ | ------------------- |
| 1  | 78 328  | Internazionale | 3–2    | Milan          | Giuseppe Meazza  | 15 de outubro de 2017  | 8ª     | [carece de fontes?] |
| 2  | 78 328  | Milan          | 0–2    | Juventus       | San Siro         | 28 de outubro de 2017  | 11ª    | [carece de fontes?] |
| 3  | 78 328  | Internazionale | 2–3    | Juventus       | Giuseppe Meazza  | 28 de abril de 2018    | 35ª    | [ 44 ]              |
| 4  | 77 512  | Milan          | 0–0    | Internazionale | San Siro         | 4 de abril de 2018     | 27ª    | [carece de fontes?] |
| 5  | 71 581  | Internazionale | 1–1    | Torino         | Giuseppe Meazza  | 5 de novembro de 2017  | 12ª    | [carece de fontes?] |
| 6  | 68 000  | Lazio          | 2–3    | Internazionale | Olímpico de Roma | 20 de maio de 2018     | 38ª    | [ 45 ]              |
| 7  | 66 876  | Internazionale | 1–2    | Sassuolo       | Giuseppe Meazza  | 12 de maio de 2018     | 37ª    | [ 46 ]              |
| 8  | 65 786  | Milan          | 0–0    | Napoli         | San Siro         | 15 de abril de 2018    | 32ª    | [ 47 ]              |
| 9  | 61 852  | Internazionale | 0–0    | Lazio          | Giuseppe Meazza  | 30 de dezembro de 2017 | 19ª    | [carece de fontes?] |
| 10 | 61 698  | Milan          | 0–2    | Roma           | San Siro         | 1 de outubro de 2017   | 7ª     | [carece de fontes?] |